# تاکئو واتانابه
تاکئو واتانابه (ژاپنی: 渡辺 岳夫؛ ‏ ۱۶ آوریل ۱۹۳۳ – ۲ ژوئن ۱۹۸۹) یک آهنگساز و موسیقی‌دان اهل ژاپن بود. وی بین سال‌های ۱۹۵۹ تا ۱۹۸۹ میلادی فعالیت می‌کرد.
از فیلم‌ها یا مجموعه‌های تلویزیونی که وی در آن‌ها نقش داشته‌است می‌توان به هایدی، دختر آلپ، یک سگ فلندرز، رامکال، موبایل سوت گاندام بلفی و لی‌لی‌بیت'و'باخانمان اشاره نمود.